# Bán kính cong
Bán kính cong {\displaystyle R} của một đường cong tại một điểm là bán kính của một cung tròn trùng đường cong nhất tại điểm đó. Nó là nghịch đảo của độ cong {\displaystyle \kappa }.
{\displaystyle R=\left|{\frac {1}{\kappa }}\right|=\left|{\frac {ds}{d\phi }}\right|}
với {\displaystyle s} là độ dài cung tại điểm trên đường cong, {\displaystyle \phi } là góc tiếp tuyến và {\displaystyle \kappa } là độ cong.

## Công thức tính bán kính cong
Xem thêm: Độ cong
Nếu đường cong được cho bởi phương trình trong hệ tọa độ Descartes {\displaystyle y=f(x)}, thì bán kính cong được tính như sau:
{\displaystyle R=\left|{\dfrac {\left[1+\left({\dfrac {dy}{dx}}\right)^{2}\right]^{3/2}}{\dfrac {d^{2}y}{dx^{2}}}}\right|}
Nếu đường cong được cho bởi hệ phương trình tham số {\displaystyle {\begin{cases}x=x(t)\\y=y(t)\end{cases}}}, thì bán kính cong là:
{\displaystyle R=\left|{\dfrac {\left({x'}^{2}+{y'}^{2}\right)^{3/2}}{x'y''-y'x''}}\right|}
với {\displaystyle x'={\frac {dx}{dt}},\quad x''={\frac {d^{2}x}{dt^{2}}},\quad y'={\frac {dy}{dt}},\quad y''={\frac {d^{2}y}{dt^{2}}}}.